# Santiago Drake del Castillo
Santiago Drake del Castillo (L'Avana, 2 luglio 1805 – Monts, 25 ottobre 1871) è stato un imprenditore, mercante, banchiere e planter spagnolo.
Ebbe particolare fortuna nel suo campo al punto da pensare di trasferirsi in Europa dove, nel 1854, acquistò il castello di Candé dove inaugurò una nuova attività nel campo della viticoltura.

## Biografia

### La famiglia e i primi anni

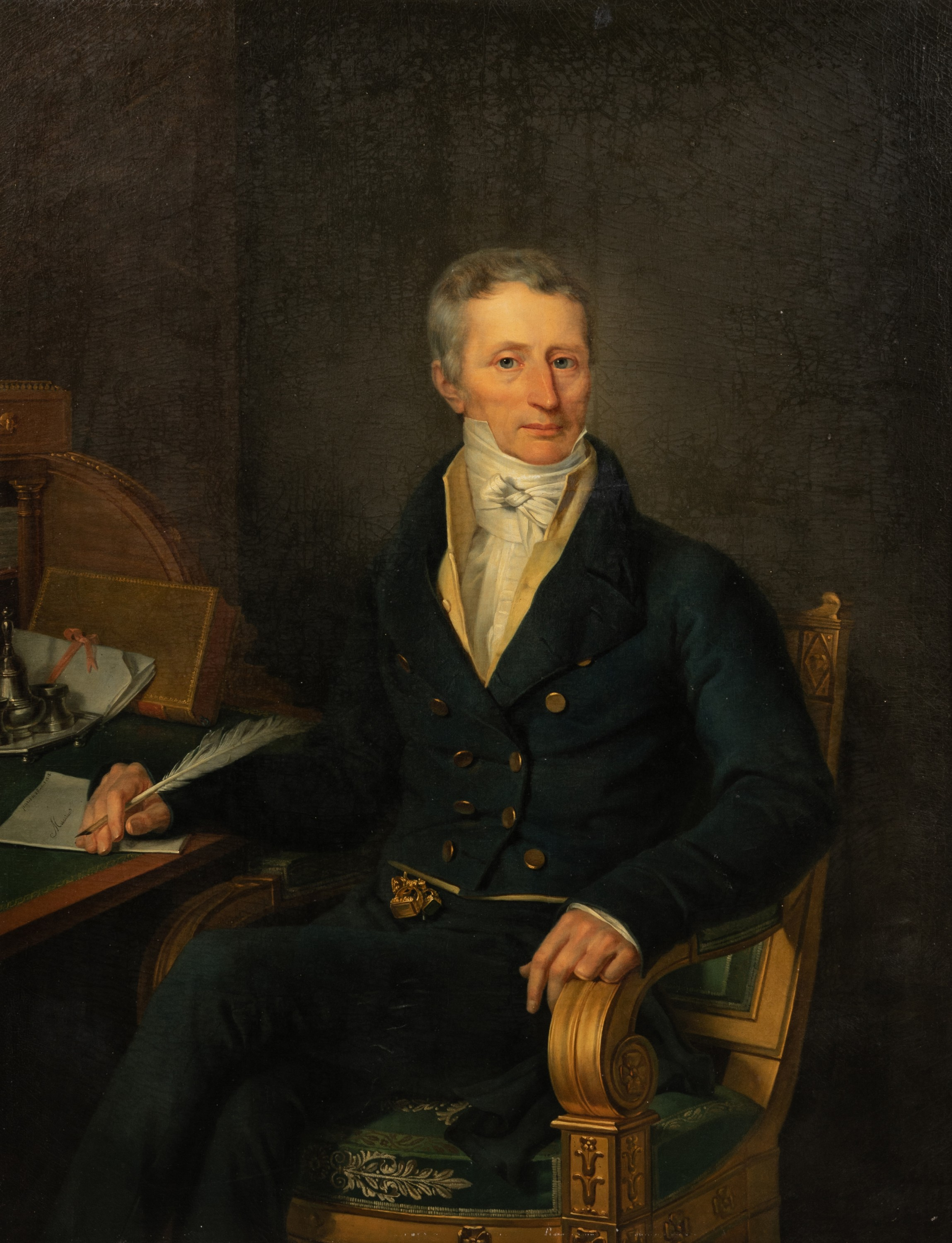
Ritratto di William James Santiago Drake (1763-1838), padre di Santiago Drake del Castillo

La famiglia Drake del Castillo traeva le proprie origini da William Drake (1730-) che nel 1762 si installò a Cuba con la propria famiglia, iniziando ad acquistare terreni in loco per la coltivazione su vasta scala canna da zucchero da distillare. Alla morte della prima moglie, si risposò con la cubana Carlotta Nuñez del Castillo de Vegamar e assunse anche il cognome del Castillo. 
Tra i dieci figli avuti dalla coppia, Santiago nacque a L'Avana il 2 luglio 1805 e proseguì successivamente i propri studi negli Stati Uniti. Dopo la morte anche della seconda moglie, William (noto come "Jaime") decise di trasferirsi a Parigi con diversi dei suoi figli, tra cui lo stesso Santiago.

### Il mondo degli affari e il castello di Candé

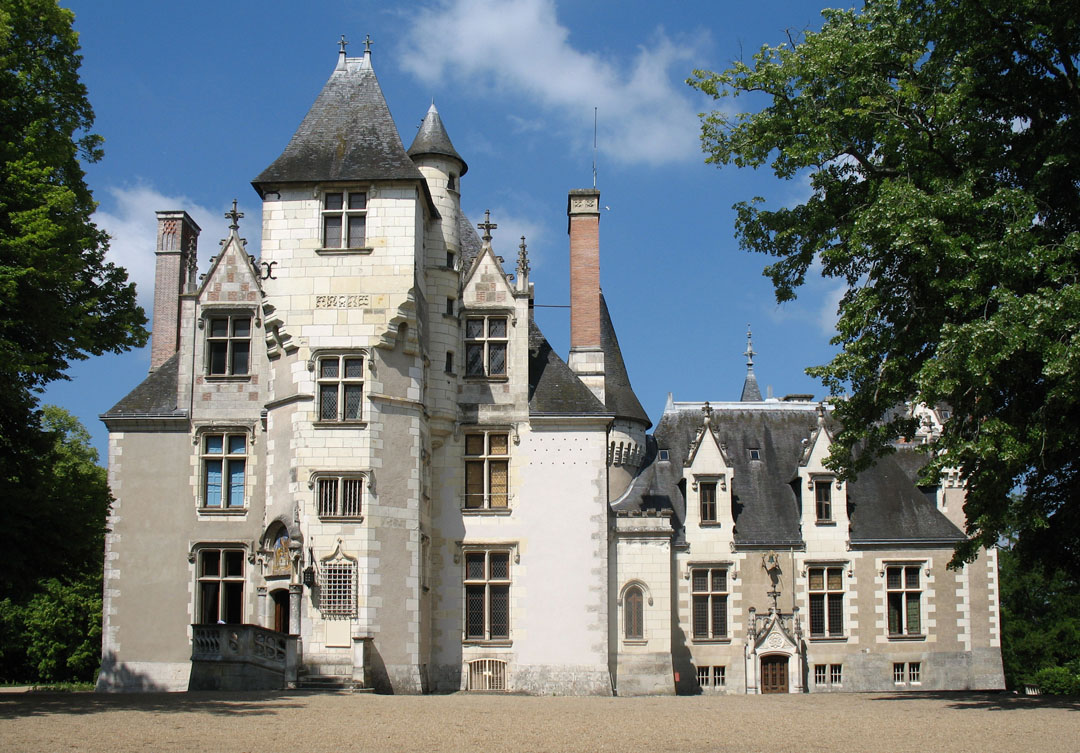
Il castello di Candé, acquistato da Santiago nel 1853.

Santiago si inserì nella società francese sposando Marie-Émilie Friant nel 1850, ma questa morì nel 1852 dando alla luce una figlia di nome Antonia che le sopravvisse solo pochi mesi. Dalla capitale francese, Santiago, come erede del padre, continuò a dirigere gli affari di famiglia ed in particolare ad occuparsi attivamente sia delle piantagioni ancora presenti a Cuba sia della banca che suo padre aveva fondato anni prima a Londra.
Il 24 giugno 1853, Santiago Drake del Castillo acquistò il castello di Candé, situato nella città di Monts (Indre-et-Loire) e l'intera tenuta ad esso coeva con l'intento di farne una tenuta agricola di una certa importanza e reinvestire dunque denaro nel settore in cui anche la sua famiglia aveva fatto fortuna. Ovviamente non era possibile coltivare canna da zucchero nella fascia climatica francese e per questo decise di convertire i propri interessi nel mondo della viticoltura dato il terreno particolarmente adatto a tale scopo. Per sovrintendere a queste nuove attività, prese a risiedere al castello per sei mesi l'anno, vivendo il resto dell'anno nel suo appartamento a Parigi presso rue de Rivoli e poi nella villa che si fece costruire dal 1857 presso gli Champs-Élysées.
Nel 1854, Santiago si risposò con Charlotte Claire Spitz della quale ebbe, nel 1855, due figli: Jacques, nato il 1º febbraio, ed Emmanuel, nato il 28 dicembre.
Per tutta la sua vita, malgrado l'ormai palese residenza in Francia e le sue ingenti ricchezze, Santiago non volle mai ottenere la cittadinanza francese, ma ricoprì ad ogni modo un ruolo fondamentale nella gestione della comunità di Monts di cui era il principale maggiorente.

### Gli ultimi anni
Gravemente colpito dalla morte della seconda moglie nel 1865 e malato egli stesso, subì durante la guerra franco-prussiana del 1870, l'occupazione del castello di Candé ed egli stesso morì il 25 ottobre 1871, venendo sepolto nella cappella di famiglia da lui stesso fatta erigere presso il cimitero di Monts.
Quando venne aperto il suo testamento, oltre alla strabiliante cifra di 14.550.000 franchi (circa 164.700.000 di euro attuali) e le abitazioni a Parigi e in Francia, passarono ai figli anche diverse piantagioni di canna da zucchero e gomma presenti a Cuba oltre ad una raffineria per lo zucchero, posta sempre sull'isola. Ciò che fece scalpore nella società francese era la presenza alle dipendenze del Drake di centinaia di schiavi nella colonia di Cuba, fatto assolutamente legale secondo la legge spagnola dell'epoca, ma ritenuto riprovevole in Francia dove la schiavitù era stata abolita con la Rivoluzione Francese. I due figli, all'epoca sedicenni, ottennero i beni di famiglia sotto tutela sino al raggiungimento della loro maggiore età nel 1876.